# Lestinogomphus
Lestinogomphus is een geslacht van libellen (Odonata) uit de familie van de rombouten (Gomphidae).

## Soorten
Lestinogomphus omvat 6 soorten:
- Lestinogomphus angustus Martin, 1911
- Lestinogomphus bivittatus (Pinhey, 1961)
- Lestinogomphus congoensis Cammaerts, 1969
- Lestinogomphus matilei Legrand & Lachaise, 2001
- Lestinogomphus minutus Gambles, 1968
- Lestinogomphus silkeae Kipping, 2010